# 怡乐村并殖吸虫
怡乐村并殖吸虫（学名：Paragonimus iloktsuenensis）为并殖科并殖属的动物。分布于日本、朝鲜、台湾岛以及中国大陆的广东、辽宁、上海等地，营寄生生活，沿海半咸水地区。终末宿主为鼠类及田鼠、猪、犬。该物种的模式产地在广州市郊区。